# LOVE IS ALL MUSIC
「LOVE IS ALL MUSIC」（ラヴ・イズ・オール・ミュージック）は、日本の女性歌手、華原朋美の7枚目のシングル。小室哲哉プロデュースによる楽曲である。

## 解説
- 三貴「銀座ジュエリーマキ エステートツインジュエリー」TV・CFイメージソング。
- 前作「Hate tell a lie」の大ヒット中にリリースされ、オリコン初登場1位を獲得。
- 発売時にミュージックステーションでは小室哲哉のピアノによるアコースティックバージョンを披露している。
- 2012年、小室哲哉 meets VOCALOIDには初音ミクによるバージョンが収録されている。

## 音楽性
- 小室曰く、最初はダンス・ミュージックのようなアップテンポの曲を作っていたが、ふとピアノを弾いている時に突然浮かんで出来上がった曲である[1]。
- 歌詞は全て一人称で成り立っている。シチュエーションは「夜中から夜明けにかけて、大好きな人と別れた帰り道に、その人の事を思い出した時のひとり言」を書き出している[2]。今まで通りプライベートの華原の心境に近かったが、華原は「考えすぎると悩みに入ってしまう」と危惧し、自分と重ね合わせず、飽くまでも歌の主人公の気持ちを大切にして歌った[3]。
- 8分の6拍子のロックバラード[2]。
- メロディはAメロ→Bメロ→Aメロ→Bメロ→サビ→Aメロ→転調Aメロ→転調Bメロで構成されている[2]。
- キーの構成はイントロ・歌いだしから前半はF（ヘ長調）、後半からはメロディはそのままに半音上へ転調してF#（嬰ヘ長調）となっている[2]。

## 録音
- レコーディング前にバリ島で休暇を過ごした後に歌入れをした。そのために華原は「終始くつろいだ気持ちで歌えた」と言う。レコーディングは普通のスタジオではなく、バリ島の「普通の家」とも言える小室の所有する別荘のリビングにミキサー等の機材を持ち込み、声の反りを安定させ、共鳴を調整するために壁に吸音材を貼ったり、洋服を大量にかけたり等手作りの感覚で制作した。スタジオデザインはミキシングを担当したキース・コーエンが全てを取り仕切った。小室にとっても華原に提供した楽曲の中で、最も気に入った曲となった[4][5][1]。
- CMタイアップが急に決まったので、サビの30秒間が最初に作られた。華原はこの形でのレコーディングをしたことがなかったので、歌に向かう気持ちの根拠・切っ掛けを探しながら歌った[3]。
- 前作に続いてのブルースハープ演奏（イントロ部分）を使用・披露している。前作ではただ横に動かしていただけも同然だったが、本作では小室から持ち方・揺らし方のテクニックを教えてもらった上で挑んだ[3]。

## ミュージック・ビデオ
- PVは、スクリーンに映し出されたオーケストラをバックに、マエストロに扮した華原が歌うというもので、小室哲哉も出演している。

## 主な記録
- 1997年度年間シングルチャート38位。
- 『HEY!HEY!HEY! MUSIC CHAMP』パーフェクトランキング・3 YEARS BEST 100（95・96・97）86位。
- 『HEY!HEY!HEY! MUSIC CHAMP'97』年間パーフェクトランキング29位。

## 収録曲
1. LOVE IS ALL MUSIC [Original Mix]
2. LOVE IS ALL MUSIC [Jazzy Vibe Club Mix]
3. LOVE IS ALL MUSIC [Instrumental]

Comeposed, Written & Arranged by TETSUYA KOMURO
Strings arranged by Randy Waldman, Mixed by Keith "KC" Cohen
Song & Harmonica Play by Tomomi Kahala

## 収録アルバム・PV集
オリジナル・アルバム
- storytelling（2ndアルバム）
  - LOVE IS ALL MUSIC [new mix]

ベスト・アルバム
- kahala compilation
  - LOVE IS ALL MUSIC [Original Mix]
- Best Selection
  - LOVE IS ALL MUSIC [Original Mix]
- Super Best Singles 〜10th Anniversary〜
  - LOVE IS ALL MUSIC [Original Mix]
- ALL TIME SINGLES BEST
  - LOVE IS ALL MUSIC [Original Mix]

PV集
- very best of MUSIC CLIPS（DVD）
  - LOVE IS ALL MUSIC [Original Mix]
- ALL TIME SINGLES BEST（初回限定版DVD）
  - LOVE IS ALL MUSIC [Original Mix]

その他
- HOW TO MAKE TOMOMI KAHALA 華原朋美はいかにして華原朋美となり得たか
ローソン予約限定で発売されたヒストリー・ビデオ

## カバー
- 小室哲哉 feat. 初音ミク - カバーアルバム『小室哲哉 meets VOCALOID』（2012年発売）
  - 小室哲哉公認のVOCALOIDカバーコンピレーションアルバム。本作以外の収録曲ではボカロPが複数名参加。